# コリン・マレー＝ボイルズ
コリン・マレー＝ボイルズ（Collin Murray-Boyles, 2005年6月10日 - ）は、アメリカ合衆国サウスカロライナ州コロンビア出身のバスケットボール選手。ポジションはパワーフォワード。NBAのトロント・ラプターズに所属している。

## 経歴

### ハイスクール
高校4年目のシーズンにワサッチ・アカデミーへ転校し、平均15.0得点、8.8リバウンドを記録。
主要サイトから4つ星評価を受け、サウスカロライナ大学へコミットした。

### カレッジ
1年目の2023-24シーズン開幕前、伝染性単核球症に感染して出遅れた。復帰後、2024年2月10日のヴァンダービルト大学戦で31得点を記録した。このシーズンはSECオールフレッシュマンチームに選出された。
2024-25シーズンは32試合に出場して平均16.8得点、8.3得点、2.4アシストを記録し、オールSECセカンドチームに選出された。シーズン終了後、2025年のNBAドラフトにアーリーエントリーした。

### NBA

#### トロント・ラプターズ
2025年のNBAドラフトでトロント・ラプターズに1巡目9位で指名され、2025年7月1日ルーキ契約を結んだ。

## 個人成績

### カレッジ
| シーズン | チーム           | GP | GS | MPG  | FG%  | 3P%  | FT%  | RPG | APG | SPG | BPG | PPG  |
| -------- | ---------------- | -- | -- | ---- | ---- | ---- | ---- | --- | --- | --- | --- | ---- |
| 2023–24  | サウスカロライナ | 28 | 19 | 22.8 | .597 | .000 | .667 | 5.7 | 1.8 | 1.0 | 1.0 | 10.4 |
| 2024–25  | サウスカロライナ | 32 | 32 | 30.6 | .586 | .265 | .707 | 8.3 | 2.4 | 1.5 | 1.3 | 16.8 |
| 通算     | 通算             | 60 | 51 | 27.0 | .590 | .231 | .695 | 7.1 | 2.1 | 1.3 | 1.2 | 13.8 |